# Harald von Heijne
David Harald von Heijne, född 13 augusti 1901 i Spånga församling i Stockholms län, död 14 augusti 1976 i Flädie församling i Malmöhus län, var en svensk direktör.
von Heijne avlade studentexamen i Djursholm 1919 och diplomerades från Handelshögskolan 1922, varefter han var anställd vid Asea i Västerås och London. Därtill var han kamrer i Bryssel för samma företag. Han blev 1926 avdelningschef för Svenska Amerika Linjen i Göteborg. Därefter blev han verkställande direktör i aktiebolaget Nordisk Resebureau 1946–1950 och direktör för passageraravdelningen vid Rederi AB Clipper i Malmö.
Harald von Heijne var son till hovrättsrådet David von Heijne och Elisabet Odelberg Han var farbror till Ingemar von Heijne. von Heijne var från 1927 gift med filosofie magister Märtha Peyron, vilken var syster till Lulli Svedin. I äktenskapet föddes fyra barn.